# Ian Griffiths
Ian Griffiths (1963) is een Brits modeontwerper werkzaam voor het Italiaanse modehuis Max Mara.

## Biografie
Ian Griffiths studeerde eerst enige tijd architectuur in Manchester en vanaf 1982 mode aan de Royal College of Art en won er in 1987 een wedstrijd om bij Max Mara aan de slag te kunnen.
Hij kwam meer in de bekendheid door het casten van het model Halima Aden, met hoofddoek voor de collectie in 2017.